# Charlotte Francke-Roesing
Charlotte Francke-Roesing (auch: Charlotte Elisabeth Francke-Roesing; * 19. Mai 1863 in Mülheim an der Ruhr als Charlotte Roesing; † 7. Juli 1942 in Schöneiche bei Berlin) war eine deutsche Schriftstellerin.

## Leben
Charlotte Francke-Roesing wuchs in Köln auf, wo sie die Volksschule und die Höhere Töchterschule besuchte. Anschließend arbeitete sie zehn Jahre lang als Büroangestellte in Mülheim bei Köln. Von 1907 bis 1916 lebte sie wieder in Köln. Gemeinsam mit ihrem Ehemann zog sie dann nach Merseburg/Sachsen, ab 1923 lebte sie in Potsdam und zuletzt in Schöneiche bei Berlin. 
Charlotte Francke-Roesing war Verfasserin von Erzählungen, Kinderbüchern, Gedichten und Theaterstücken. Sie gewann mehrfach Preise bei den „Kölner Blumenspielen“, einem bis 1914 von der „Literarischen Gesellschaft Köln“ veranstalteten Lyrikwettbewerb.

## Werke
- Der Assistent, Berlin 1906
- Die Rosenkette, Köln a. Rh. 1906
- Gipfel und Gründe, Leipzig 1913
- Der goldene Becher, Cöln 1913
- Deutscher Frühling, Köln 1916
- Das Wunder der Fiordalisa, Cöln 1917
- Der heidnische Dachdecker, Köln [u. a.] 1921
- Brun von Querfurt, Querfurt 1922
- Die Brandjungfer, Querfurt 1923
- Ein Kind ward uns geboren ..., Köln a. Rh. 1923
- Die Linden, Querfurt 1923 (zusammen mit Johannes Schlaf)
- Die Schwarmgeister von Antwerpen, Querfurt 1923
- Bubi und die anderen, Querfurt 1927
- Balladen und Lieder, Querfurt 1934

## Herausgeberschaft
- Das Hochzeitsbuch, Köln 1920
- Großes Kinder-Vortrags- und Glückwunsch-Buch zu allen häuslichen und festlichen Gelegenheiten, Köln am Rhein 1921
- Weihnachts-Gedichte zum Vortrag für Kinder, Hoursch & Bechstedt, Köln a. Rh. 1921
- Christian Wilhelm Bechstedt: Meine Handwerksburschenzeit 1805 - 1810, Köln a. Rh. 1925